# Dasypoda syriensis
Dasypoda syriensis är en biart som beskrevs av Michez 2004. Dasypoda syriensis ingår i släktet byxbin, och familjen sommarbin. Inga underarter finns listade i Catalogue of Life.